# Wilf Mannion

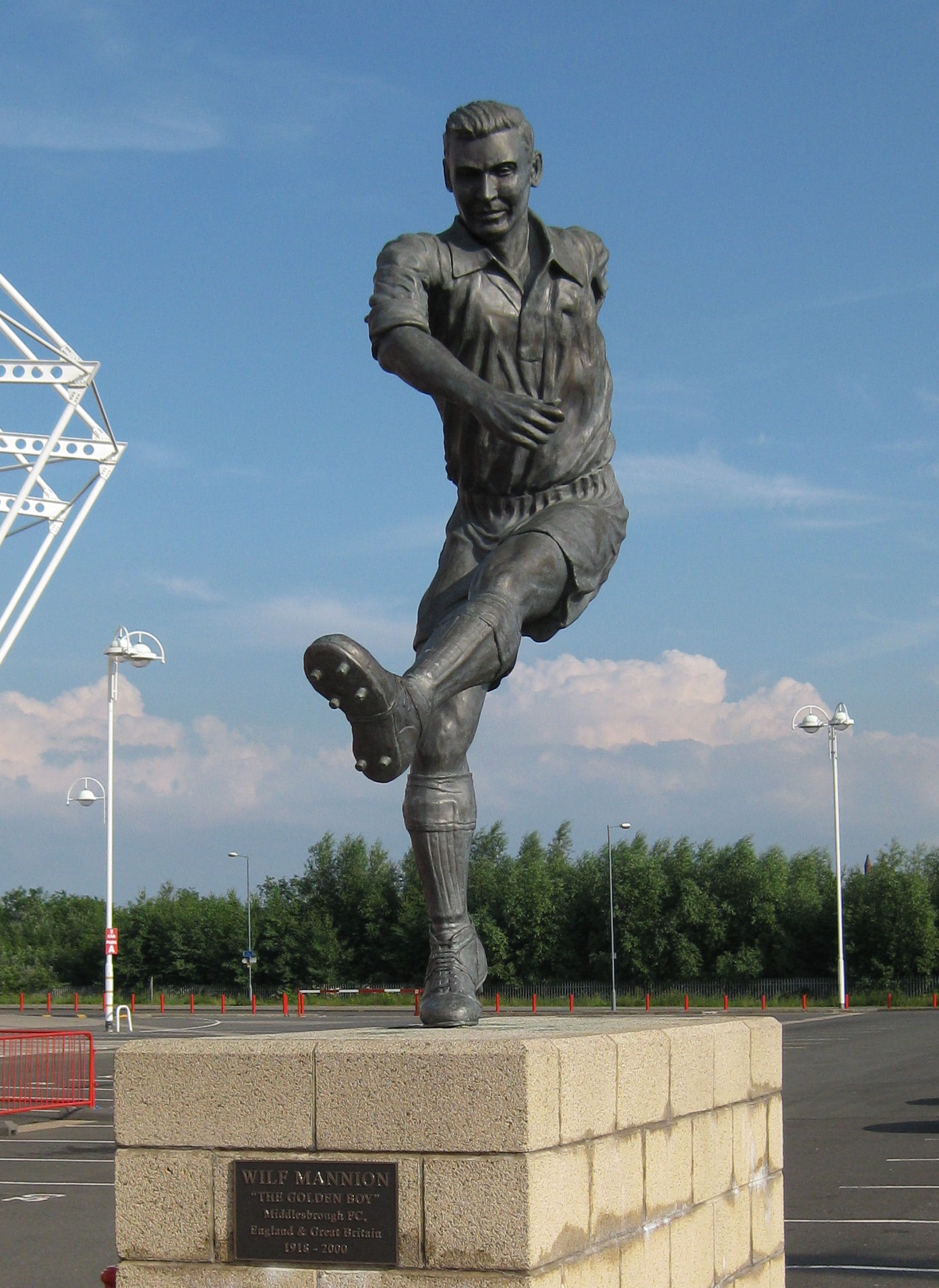
Wilf-Mannion-Denkmal beim Riverside Stadium des FC Middlesbrough

Wilfred „Wilf“ James Mannion (* 16. Mai 1918 in South Bank, England; † 14. April 2000 in Teesside, England) war ein englischer Fußballspieler. In seiner aktiven Profilaufbahn zwischen 1936 und 1954 schoss er für den FC Middlesbrough in 368 Spielen 110 Tore. Darüber hinaus absolvierte er in der Zeit zwischen 1946 und 1951 insgesamt 26 Länderspiele für die englische Fußballnationalmannschaft, in denen ihm elf Tore gelangen.

## Sportlicher Werdegang
Mannion erlernte das Fußballspielen in seinem Heimatverein St. Peter's und wechselte 1936 18-jährig zum FC Middlesbrough. Er gab im Januar 1937 seinen Einstand für die Erstligamannschaft und begeisterte fortan mit einer attraktiven offensiven Spielweise, seinen Dribblings und der großen Torgefährlichkeit. Bei einem 9:2-Sieg gegen den FC Blackpool gelangen ihm vier Treffer.
Der Ausbruch des Zweiten Weltkrieges unterbrach Mannions sportliche Laufbahn. Er wurde als Soldat nach Frankreich entsendet und kehrte, fünf Monate später, nach der Schlacht um Dünkirchen nach England zurück. Mannion weigerte sich zunächst zu Beginn der Saison 1947/48, seine Karriere in Middlesbrough fortzuführen, da er die wöchentliche Gehaltsobergrenze von 10 Pfund ablehnte. Der Versuch, zu Oldham Athletic zu wechseln, scheitere jedoch an der zu hohen Ablösesumme. Entgegen der geforderten Summe von 25.000 Pfund war Oldham nur zu einer Zahlung von 15.000 Pfund bereit, so dass Mannion beim FC Middlesbrough blieb.
Nach Beendigung des Krieges wurde Mannion zudem Nationalspieler seines Landes, wobei ihm bei seinem Debüt am 28. September 1946 gegen Nordirland, das England in Belfast mit 7:2 gewann, drei Tore gelangen. Mannion entwickelte sich fortan zu einem der besten Spieler Englands und machte vor allem in zwei Spielen auf sich aufmerksam. 1947 gelang ihm mit einer britischen gegen eine europäische Auswahl ein 7:1-Sieg und wurde als bester Akteur des Spiels ausgezeichnet. Nur ein Jahr später war er Teil der englischen Mannschaft, die in Turin den noch amtierenden italienischen Weltmeister mit 4:0 besiegte. 1950 nahm Mannion an der Fußball-Weltmeisterschaft in Brasilien teil und kam dort in den Partien gegen Chile, wo er das Tor zum 2:0-Endstand schoss, und gegen die USA, als England sensationell mit 0:1 verlor, zum Einsatz.
In Middlesbrough spielte Mannion zumeist im Mittelfeld oder im unteren Bereich der Tabelle und musste 1954 den Abstieg seiner Mannschaft hinnehmen. Mannion wechselte kurzzeitig zu Hull City, wo er jedoch nur eine Spielzeit verbrachte. Es folgten Anschuldigungen in Zeitungen, die Mannion mit unerlaubten Lohnzahlungen in Verbindung brachten. Die Football League forderte daraufhin eine offizielle Erklärung und sperrte Mannion im Juni 1955 bis zur Aufklärung des Sachverhaltes. Mannion gab daraufhin seinen Rücktritt vom Profifußball bekannt und spielte bis 1962 noch für die Amateurvereine Poole Town, Kings Lynn, Haverhill Rovers und Earlestown.
Mannion kehrte nach seiner aktiven Laufbahn nach Teesside zurück, wo er im April 2000 auch verstarb. Im Jahr 2004 wurde er in die englische Hall of Fame aufgenommen und noch heute erinnert eine Statue vor dem Riverside Stadium, der Heimspielstätte des FC Middlesbrough, an Mannion.